# Ягужинский, Сергей Иванович
Сергей Иванович Ягужинский (14 ноября 1862, Москва — 1947, Москва) — русский и советский живописец, график, художник декоративно-прикладного искусства. Произведения находятся во многих частных и музейных собраниях, в том числе в Третьяковской галерее.

## Биография
Родился в 1862 году в Москве в семье землемера, первые навыки рисования получил от своего отца. Позже учился в Центральном Строгановском училище технического рисования (1875 — 1881) и Московском училище живописи, ваяния и зодчества (1881 — 1889) у Е. С. Сорокина, И. М. Прянишникова, В. Е. Маковского, В. Д. Поленова. 
В 1893 — 1919 гг. вел курс акварели в Строгановском училище. Преподавал и в других учебных заведениях. Работал как портретист, пейзажист; занимался книжной иллюстрацией. После Октябрьской революции работал как плакатист, иллюстрировал книжные издания. Состоял сотрудником Главмузея Наркомпроса. В конце 1920-х годов ослеп.